# Tomáš Souček
Pour les articles homonymes, voir Soucek.
Tomáš Souček, né le 27 février 1995 à Havlíčkův Brod en Tchéquie, est un footballeur international tchèque qui évolue au poste de milieu relayeur à West Ham United.

## Biographie

### Débuts en République tchèque
Né à Havlíčkův Brod en Tchéquie, Tomáš Souček est formé par le Slavia Prague mais c'est au Viktoria Žižkov, où il est prêté en 2015, qu'il commence sa carrière professionnelle. Il joue son premier match le 8 mars 2015 face au FC Fastav Zlín en deuxième division tchèque. Il est titulaire ce jour-là et son équipe s'incline par deux buts à un.
De retour au Slavia Prague, il fait ses débuts en équipe première, jouant son premier match en première division le 24 juillet 2015 contre le FC Viktoria Plzeň. Il est titularisé mais son équipe s'incline (2-1).
Le 28 février 2016, Tomáš Souček se fait remarquer en réalisant le premier triplé de sa carrière face au FC Baník Ostrava, en championnat. Ses trois buts permettent à son équipe de l'emporter (3-1).
Lors de la campagne de Ligue des champions de la saison 2019-2020, Souček se fait remarquer dans la phase de groupe en inscrivant deux buts, le 27 novembre 2019 contre l'Inter Milan (défaite 1-3 du Slavia) et face au Borussia Dortmund le 10 décembre 2019, au Signal Iduna Park (défaite 2-1 du Slavia)

### West Ham United
Le 29 janvier 2020, Tomáš Souček est prêté à West Ham United pour le reste de la saison avec une option d'achat.
Il fait ses débuts en Premier League le 1er février, titularisé par David Moyes contre Brighton. Souček marque son premier but le 1er juillet face au Chelsea FC et contribue ainsi au succès de son équipe (3-2 score final). Il finit la saison avec trois buts en 13 matchs de championnat.
Le 24 juillet 2020, West Ham United annonce le transfert définitif de Tomáš Souček qui paraphe un contrat de quatre ans, soit jusqu'en juin 2024, contre un montant s'élevant à 21 millions d'euros,. 
Souček participe à la finale de la Ligue Europa Conférence 2022-2023, face à l'ACF Fiorentina le 7 juin 2023. Il est titularisé et son équipe s'impose par deux buts à un,.
Alors qu'il lui restait six mois de contrat avec West Ham, Tomáš Souček prolonge le 1er janvier 2024 avec les Hammers. Il est alors lié au club jusqu'en juin 2027.

### En équipe nationale
Tomáš Souček joue son premier match avec l'équipe de Tchéquie espoirs le 8 septembre 2015 contre la Lettonie. Il entre en jeu à la place de Václav Černý et les deux équipes se neutralisent (1-1 score final). Il inscrit deux buts avec les espoirs contre la Moldavie le 16 novembre 2015 (victoire 1-3 des Tchèques, puis contre le Portugal un an plus tard. Il participe avec les espoirs au championnat d'Europe espoirs en 2017. Lors de cette compétition, il joue trois matchs, contre l'Allemagne, l'Italie et le Danemark, avec pour résultats deux défaites et une victoire.
Tomáš Souček fait ses débuts avec l'équipe de Tchéquie le 15 septembre 2016 lors d'un match amical face au Danemark, en remplaçant Jaromír Zmrhal à la 66e minute (match nul 1-1).
Par la suite, il joue quatre rencontres rentrant dans le cadre des éliminatoires du mondial 2018.
Il inscrit son premier but en sélection le 8 novembre 2017, en amical contre l'Islande (victoire 2-1 à Doha). Il marque son deuxième but le 10 septembre 2018, contre la Russie, une nouvelle fois en amical (défaite 5-1 à Rostov-sur-le-Don).
Le 24 mars 2021, Souček se fait remarquer lors des Éliminatoires de la Coupe du monde 2022, en réalisant un triplé face à l'Estonie. Ses trois buts contribuent à la large victoire de son équipe ce jour-là, qui s'impose par six buts à deux. La même année, il dispute sa première compétition internationale lors de l'Euro 2020. 
Après la retraite internationale de Vladimír Darida à l'été 2021 et au sortir d'une saison aboutie autant en club avec West Ham United qu'en équipe nationale, Tomáš Souček est nommé nouveau capitaine de la sélection tchèque.
Il est retenu dans la liste des 26 joueurs tchèques du sélectionneur Ivan Hašek pour participer à l'Euro 2024. Le 26 juin 2024, il inscrit son premier but dans la compétition face à la Turquie lors du dernier match de poules. Titulaire sur l'ensemble des matchs (Portugal, Turquie et Géorgie), il sera éliminé avec son équipe dès le premier tour. 

## Palmarès
Slavia Prague
- Champion de Tchéquie : 2017.
- Vice-champion de Tchéquie : 2018.
- Vainqueur de la Coupe de Tchéquie : 2018.

 West Ham United
- Vainqueur de la Ligue Europa Conférence : 2023.

## Statistiques

### En club
Le tableau ci-dessous récapitule les statistiques de Tomáš Souček lors de sa carrière professionnelle en club :

| Saison                | Club                   | Championnat           | Championnat | Championnat | Coupe(s) nationale(s) | Coupe(s) nationale(s) | Compétition(s) continentale(s) | Compétition(s) continentale(s) | Compétition(s) continentale(s) | Total | Total |
| Saison                | Club                   | Division              | M.          | B.          | M.                    | B.                    | Comp.                          | M.                             | B.                             | M.    | B.    |
| 2014-2015             | Viktoria Žižkov (prêt) | D2                    | 14          | 0           | -                     | -                     | -                              | -                              | -                              | 14    | 0     |
| 2015-2016             | Slavia Prague          | D1                    | 29          | 7           | 2                     | 0                     | -                              | -                              | -                              | 31    | 7     |
| 2016-2017             | Slavia Prague          | D1                    | 7           | 0           | 1                     | 0                     | C3                             | 5                              | 0                              | 13    | 0     |
| 2016-2017             | Slovan Liberec (prêt)  | D1                    | 12          | 0           | 1                     | 0                     | -                              | -                              | -                              | 13    | 0     |
| 2017-2018             | Slavia Prague          | D1                    | 27          | 3           | 4                     | 0                     | C1+C3                          | 3+5                            | 0+0                            | 39    | 3     |
| 2018-2019             | Slavia Prague          | D1                    | 33          | 12          | 1                     | 2                     | C1+C3                          | 2+11                           | 0+2                            | 47    | 16    |
| 2019-2020             | Slavia Prague          | D1                    | 17          | 8           | 1                     | 2                     | C1                             | 8                              | 2                              | 26    | 12    |
| Sous-total            | Sous-total             | Sous-total            | 140         | 31          | 10                    | 4                     | -                              | 34                             | 4                              | 184   | 39    |
| 2019-2020             | West Ham United (prêt) | D1                    | 13          | 3           | -                     | -                     | -                              | -                              | -                              | 13    | 3     |
| 2020-2021             | West Ham United        | D1                    | 38          | 10          | 3                     | 0                     | -                              | -                              | -                              | 41    | 10    |
| 2021-2022             | West Ham United        | D1                    | 35          | 5           | 5                     | 0                     | C3                             | 11                             | 1                              | 51    | 6     |
| 2022-2023             | West Ham United        | D1                    | 36          | 2           | 3                     | 0                     | C4                             | 11                             | 1                              | 50    | 3     |
| 2023-2024             | West Ham United        | D1                    | 37          | 6           | 5                     | 1                     | C3                             | 10                             | 2                              | 52    | 9     |
| 2024-2025             | West Ham United        | D1                    | 34          | 9           | 3                     | 0                     | -                              | -                              | -                              | 37    | 9     |
| Sous-total            | Sous-total             | Sous-total            | 194         | 36          | 18                    | 1                     | -                              | 32                             | 4                              | 244   | 41    |
| Total sur la carrière | Total sur la carrière  | Total sur la carrière | 335         | 67          | 28                    | 5                     | -                              | 66                             | 8                              | 429   | 80    |

### Buts internationaux
| No | Date              | Stade, ville, pays                            | Adversaire     | Résultat | Compétition                       |
| -- | ----------------- | --------------------------------------------- | -------------- | -------- | --------------------------------- |
| 1  | 8 novembre 2017   | Stade Abdallah-ben-Khalifa, Doha, Qatar       | Islande        | V 2-1    | Amical                            |
| 2  | 10 septembre 2018 | Rostov Arena, Rostov-sur-le-Don, Russie       | Russie         | D 5-1    | Amical                            |
| 3  | 10 septembre 2019 | Podgorica City Stadium, Podgorica, Monténégro | Monténégro     | V 3-0    | Éliminatoires Euro 2020           |
| 4  | 18 novembre 2020  | Doosan Arena, Plzeň, Tchéquie                 | Slovaquie      | V 2-0    | Ligue des nations 2020-2021       |
| 5  | 24 mars 2021      | Arena Lublin, Lublin, Pologne                 | Estonie        | V 6-2    | Éliminatoires Coupe du Monde 2022 |
| 6  | 24 mars 2021      | Arena Lublin, Lublin, Pologne                 | Estonie        | V 6-2    | Éliminatoires Coupe du Monde 2022 |
| 7  | 24 mars 2021      | Arena Lublin, Lublin, Pologne                 | Estonie        | V 6-2    | Éliminatoires Coupe du Monde 2022 |
| 8  | 11 novembre 2021  | Andrův stadion, Olomouc, Tchéquie             | Koweït         | V 7-0    | Amical                            |
| 9  | 29 mars 2022      | Cardiff City Stadium, Cardiff, Pays de Galles | Pays de Galles | N 1-1    | Amical                            |
| 10 | 15 octobre 2023   | Doosan Arena, Plzeň, Tchéquie                 | Îles Féroé     | V 1-0    | Eliminatoires de l'Euro 2024      |
| 11 | 17 novembre 2023  | Stade national, Varsovie, Pologne             | Pologne        | N 1-1    | Eliminatoires de l'Euro 2024      |
| 12 | 20 novembre 2023  | Andrův stadion, Olomouc, Tchéquie             | Moldavie       | V 3-0    | Eliminatoires de l'Euro 2024      |
| 13 | 26 juin 2024      | Volksparkstadion, Hambourg, Allemagne         | Turquie        | D 1-2    | Euro 2024                         |
| 14 | 10 septembre 2024 | Sinobo Stadium, Prague, Tchéquie              | Ukraine        | V 3-2    | Ligue des nations 2024-2025       |